# Fatma Işık
Fatma Işık (* 20. April 1991 in Deutschland) ist eine deutsch-türkische Fußballspielerin.

## Karriere

### Verein
Işık spielte von 2011 bis 2019 für den Verein FV Löchgau als Abwehrspieler.

### Nationalmannschaft
Zudem wurde sie 2017 für die Türkische Fußballnationalmannschaft der Frauen berufen. Sie debütierte bei einem Qualifikationsspiel zur FIFA Frauen-Weltmeisterschaft 2019 gegen Montenegro. Sie absolvierte 13 Länderspiele.